# Hirundo lucida
A Hirundo lucida a madarak osztályának verébalakúak rendjébe és  a fecskefélék (Hirundinidae) családjába tartozó faj.

## Rendszerezése
A fajt Gustav Hartlaub német orvos és ornitológus írta le 1858-ban.

## Alfajai
- Hirundo lucida lucida (Hartlaub, 1858) – Szenegáltól és dél-Mauritániától délnyugat-Nigerig, északkelet-Beninig és észak-Sierra Leonéig;
- Hirundo lucida rothschildi (Neumann, 1904) – Etiópia hegyvidéke;
- Hirundo lucida subalaris (Reichenow, 1905) – a Kongó-folyó partvidéke;

## Előfordulása
Afrikában, Benin, Burkina Faso, a Kongói Köztársaság, a Kongói Demokratikus Köztársaság, Elefántcsontpart, Etiópia, Gabon Ghána, Gambia, Guinea, Bissau-Guinea, Mali, Mauritánia, Niger, Nigéria, Szenegál, Sierra Leone és Togo területén honos. Kamerun és Libéria területén kóborló.
Természetes élőhelyei a szubtrópusi és trópusi síkvidéki esőerdők, gyepek, szavannák és cserjések, mocsarak, tavak, folyók és patakok környékén, valamint vidéki kertek és városi régiók. Állandó, nem vonuló faj.

## Megjelenése
Testhossza 15 centiméter, testtömege 12-14 gramm.

## Természetvédelmi helyzete
Az elterjedési területe rendkívül nagy, egyedszáma pedig növekszik. A Természetvédelmi Világszövetség Vörös listáján nem fenyegetett fajként szerepel.